# St. Louis Lions
Il St. Louis Lions è una società calcistica statunitense fondata nel 2006 e che milita nella United Soccer Leagues Premier Development League (PDL).
La squadra rappresenta Saint Louis e disputa i suoi incontri al Tony Glavin Soccer Complex, situato nella vicina città di Cottleville.

## Storia
Il St. Louis Lions venne iscritto alla PDL nel 2006. Il primo allenatore ingaggiato fu lo scozzese Tony Glavin, un ex-calciatore professionista che aveva giocato per il Queen's Park negli anni Ottanta e in seguito per il St. Louis Steamers nella Major Indoor Soccer League. L'esordio nella PDL fu una sconfitta contro il Des Moines Menace, ad ogni modo la prima stagione non fu del tutto negativa e i Lions chiusero la Heartland Division al quarto posto, non sufficiente per giocare i play-off.
La stagione 2007 vide un netto miglioramento, infatti i Lions centrarono la qualificazione ai playoff: sfortunatamente la squadra di St. Louis perse per 4-1 la prima partita contro il Michigan Bucks, venendo così subito eliminata dai playoff.

## Risultati anno per anno
| Anno | Divisione | League  | Regular Season | Playoff                  | Open Cup        |
| ---- | --------- | ------- | -------------- | ------------------------ | --------------- |
| 2006 | 4         | USL PDL | 4° Heartland   | Non qualificato          | Non qualificato |
| 2007 | 4         | USL PDL | 2° Heartland   | Semifinale di Conference | Non qualificato |
| 2008 | 4         | USL PDL | 4° Heartland   | Non qualificato          | 1º turno        |
| 2009 | 4         | USL PDL | 4° Heartland   | Non qualificato          | Non qualificato |
| 2010 | 4         | USL PDL | 5° Heartland   | Non qualificato          | Non qualificato |
| 2011 | 4         | USL PDL | 5° Heartland   | Non qualificato          | Non qualificato |
| 2012 | 4         | USL PDL | 7° Heartland   | Non qualificato          | Non qualificato |
| 2013 | 4         | USL PDL | 5° Heartland   | Non qualificato          | Non qualificato |
| 2014 | 4         | USL PDL | 2° Heartland   | Semifinale di Conference | Non qualificato |
| 2015 | 4         | USL PDL | 5° Heartland   | Non qualificato          | Non qualificato |

## Allenatori
- Tony Glavin (2006-oggi)

## Medie spettatori
- 2007: 561
- 2006: 336